# 維爾姆河

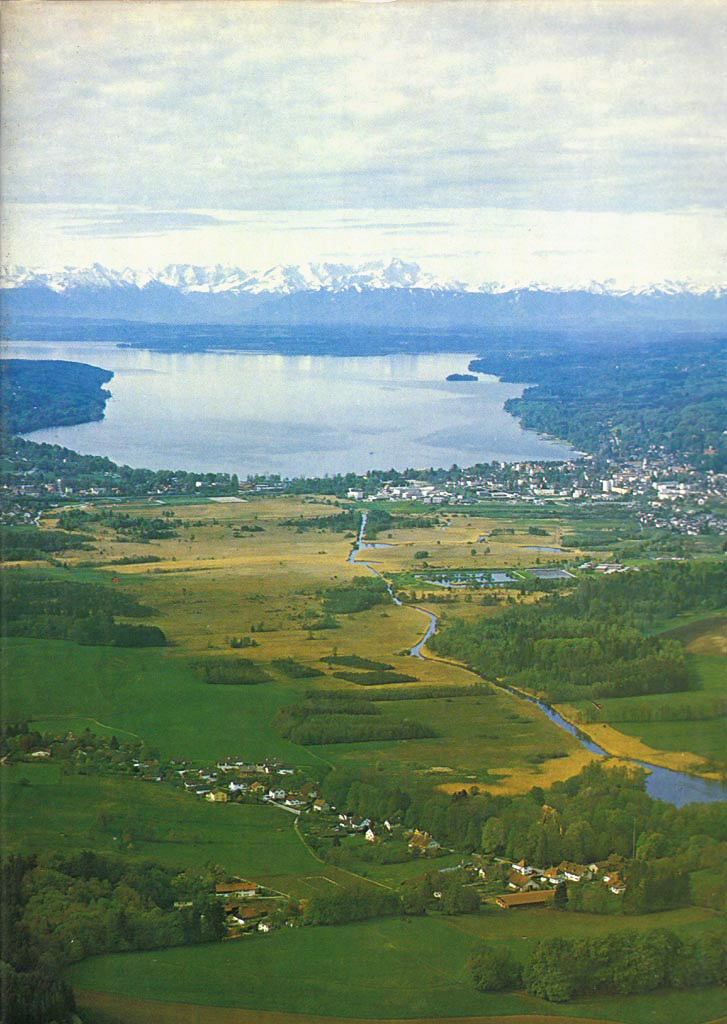

維爾姆河（德語：Würm），是德國的河流，位於該國東南部，由巴伐利亞負責管轄，屬於安珀河的右支流，河道全長39.8公里，流域面積429平方公里，湖水來自施塔恩貝格湖。